# Anika Noni Rose
Anika Noni Rose (Bloomfield, 6 settembre 1972) è una cantante e attrice statunitense.
Attiva sia in teatro che nel cinema, nel 2004 ha vinto un Tony Award come miglior attrice in un musical, per la sua interpretazione in Caroline, or Change. Come attrice cinematografica, il suo ruolo più famoso è quello di Lorrell Robinson, interpretato nel 2006 in Dreamgirls.

## Carriera
Anika Noni Rose debuttò in teatro nel 1998, interpretando Valley Song. Nel 2000 interpretò il ruolo di Rusty nel musical Footlose, quindi nel 2004 vinse il Tony Award per Caroline, or Change. Nel 1999 Anika Noni Rose debuttò nel cinema, interpretando il cortometraggio King of the Bingo Game e nel 2003 debuttò in un lungometraggio, From Justin to Kelly. Nel 2006 si fece conoscere definitivamente, affiancando Beyoncé Knowles e Jennifer Hudson in Dreamgirls, diretto da Bill Condon.
Nel dicembre 2011 ha preso parte alla miniserie Bag of Bones, trasmessa dal canale via cavo A&E Network. La serie, divisa in due puntate, è tratta dal romanzo Mucchio d'ossa di Stephen King. Anika Noni Rose interpreta la parte del fantasma di Sara Tidwell, cantante blues, che infesta l'abitazione del protagonista del romanzo, lo scrittore Mike Noonan, interpretato da Pierce Brosnan.

## Filmografia

### Attrice

#### Cinema
- King of the Bingo Game, regia di Elise Robertson (1999) - Cortometraggio
- From Justin to Kelly, regia di Robert Iscove (2003)
- Temptation, regia di Mark Tarlov (2004)
- Natale in affitto (Surviving Christmas), regia di Mike Mitchell (2004)
- Dreamgirls, regia di Bill Condon (2006)
- Just Add Water, regia di Hart Bochner (2008)
- For Colored Girls, regia di Tyler Perry (2010)
- As Cool as I Am, regia di Max Mayer (2013)
- Half of a Yellow Sun, regia di Biyi Bandele (2013)
- Noi siamo tutto (Everything, Everything), regia di Stella Meghie (2017)
- Assassination Nation, regia di Sam Levinson (2018)
- Jingle Jangle, regia di David E. Talbert (2020)

#### Televisione
- 100 Centre Street – serie TV, episodio 1x11 (2001)
- Squadra emergenza (Third Watch) – serie TV, episodio 3x16 (2002)
- The Starter Wife – serie TV, episodio 1x16 (2007)
- The No. 1 Ladies' Detective Agency – serie TV, episodio 1x06 (2008)
- The Good Wife – serie TV, 14 episodi (2010-2013)
- Mucchio d'ossa (Bag of Bones) – miniserie TV, 2 puntate (2011)
- Law & Order - Unità vittime speciali (Law & Order: Special Victims Unit) – serie TV, episodio 13x01 (2011)
- Elementary – serie TV,  episodio 1x05 (2012)
- Private Practice – serie TV, 5 episodi (2012)
- Power – serie TV, 6 episodi (2016-2017)
- Radici (Roots) – miniserie TV, 2 puntate (2016)
- Tanti piccoli fuochi (Little Fires Everywhere) – miniserie TV, 2 puntate (2020)
- Loro (Them) – serie TV, 3 episodi (2021)
- Maid – miniserie TV, 7 puntate (2021)

### Doppiatrice

#### Cinema
- La principessa e il ranocchio (The Princess and the Frog), regia di Ron Clements e John Musker (2009)
- Khumba, regia di Anthony Silverston (2013)
- Dragon Nest - Il trono degli elfi (Thorne of Elves), regia di Yi Ge e Yuefeng Song (2016)
- Ralph spacca Internet (Ralph Breaks the Internet), regia di Phil Johnston e Rich Moore (2018)

#### Televisione
- I Simpson (The Simpson) – serie animata, 1 episodio (2012)
- Sofia la principessa (Sofia the First) – serie animata, 1 episodio (2014)
- Vixen – serie animata, 9 episodi (2015-2016)
- Avengers Assemble – serie animata, 1 episodio (2019)
- Anfibia – serie animata, 5 episodi (2021-2022)
- Eyes of Wakanda – serie animata (2025)

#### Videogiochi
- La principessa e il ranocchio Il videogioco (The Princess and the Frog) (2009)
- Principesse Disney: Magica avventura (Disney Princess: My Fairytale Adventure) (2012)

## Teatro
- Valley Song (1998)
- Hydriotaphia, or the Death of Dr. Browne (1998)
- Tartuffe (1999)
- L'opera da tre soldi (Threepenny Opera) (1999)
- Footlose (2000)
- Aida (2000)
- Carmen Jones (2001)
- Eli's Comin' (2001)
- Me and Mrs. Jones (2001)
- Caroline, or Change (2003-2004)
- Cat on a Hot Tin Roof (2008)

## Doppiatrici italiane
Nelle versioni in italiano delle opere in cui ha recitato, Anika Noni Rose è stata doppiata da:
- Laura Lenghi in Dreamgirls, Private Practice, Maid
- Rossella Acerbo in The Starter Wife
- Monica Bertolotti in The No.1 Ladies' Detective Agency
- Alessandra Cassioli in The Good Wife
- Letizia Scifoni in Elementary
- Laura Romano in Noi siamo tutto
- Tatiana Dessi in Power
- Domitilla D'Amico in Jingle Jangle
- Perla Liberatori in Loro

Da doppiatrice è sostituita da:
- Domitilla D'Amico ne La principessa e il ranocchio[2], Ralph spacca Internet, Anfibia, Mufasa - Il re leone[2]
- Cristina Giachero in Khumba